# Шела (законоучитель)
Рав Шела (Rav Shela; ивр. רב שילא‎) — вавилонский законоучитель конца таннаитского и начала аморайского периода, глава школы («сидры») в вавилонском городе Негардее.
Школа в Негардее называлась именем Шелы, и учёные этой школы были известны под именем «дебе раби Шела». От него сохранилась одна мишнаитская интерпретация (Иома, 20б). Во время одного своего посещения Вавилона Абба-Арика (Рав) выступил публично в качестве толкователя (аморая) вместо рава Шелы.